# Бергмайер, Йозеф
Йо́зеф Франц Бергма́йер (нем. Josef Franz Bergmaier; 5 марта 1909, Мюнхен — 5 марта 1943, п. Локня, Псковская область) — немецкий футболист, играл на позиции нападающего. Участник Второй мировой войны.

## Биография

### Клубная карьера
В течение четырёх сезонов Бергмайер играл за мюнхенский «Ваккер». В 1929 году перешёл в «Баварию», за которую играл в течение девяти сезонов. Он был частью команды, с которой в 1932 году выиграл чемпионский титул и 4 титула Бециркслиги.
В 1938 году перешёл в «Мюнхен 1860», за который отыграл два сезона.

### Карьера в сборной
Дебютировал за сборную Германии 4 мая 1930 года в товарищеском матче со сборной Швейцарии — Германия одержала победу со счётом 5:0. Всего за сборную Германии сыграл 8 матчей и забил 1 гол.

### Вторая мировая война и гибель
Во время Второй мировой войны был призван в армию и отправлен на Восточный фронт. Он служил в звании ефрейтора 3-й роты 865-го охранного батальона. Погиб в бою около командного пункта около посёлка Локня в Псковской области 5 марта 1943 года в день своего 34-летия. Спустя несколько дней он был похоронен на военном кладбище возле Спасо-Преображенской церкви. Позже военное кладбище было уничтожено отступавшими немецкими солдатами.

## Достижения
«Бавария»
- Чемпион Германии (1): 1932
- Чемпион Бециркслиги[англ.] (4): 1930, 1931, 1932, 1933